# Stefania Strumillo
Stefania Strumillo (* 14. Oktober 1989 in Portomaggiore) ist eine italienische Leichtathletin, die sich auf den Diskuswurf spezialisiert hat.

## Sportliche Laufbahn
Erste internationale Erfahrungen sammelte Stefania Strumillo 2008 bei den Juniorenweltmeisterschaften im polnischen Bydgoszcz, bei denen sie ohne einen gültigen Versuch in der Qualifikation ausschied. 2015 gewann sie bei den Studentenweltspielen im südkoreanischen Gwangju die Bronzemedaille mit einer Weite von 58,22 m. 2016 qualifizierte sie sich für die Europameisterschaften in Amsterdam, bei denen sie im Finale den zwölften Platz belegte. 2017 nahm die Studentin der Universität Cassino erneut an den  Studentenweltspielen in Taipeh teil und belegte dort mit einer Weite 56,16 m den fünften Platz. 2022 startete sie bei den Mittelmeerspielen in Oran und belegte dort mit 55,93 m den vierten Platz. Anschließend schied sie bei den Europameisterschaften in München mit 56,90 m in der Vorrunde aus. Auch bei den Europameisterschaften 2024 in Rom verpasste sie mit 57,04 m den Finaleinzug.
In den Jahren von 2015 bis 2017 und 2019 wurde Strumillo italienische Meisterin im Diskuswurf.